# Johan Eneroth (kronofogde)
Johan Daniel Eneroth, född 21 april 1840 i Remmarlövs församling i Malmöhus län, död 23 mars 1917 i Hässleholms församling i Kristianstads län, var en svensk jurist, kronofogde och riksdagsman.

## Biografi
Eneroth skrevs in vid Lunds universitet 1859 och avlade examen till rättegångsverken 1863 och samma år kameralexamen. Han blev auskultant i Skånska hovrätten 1864 och vice häradshövding 1868. Han var rådman i Ystad 1869–1873 och kronofogde i Östra och Västra Göinge härads fögderi 1873–1909. Han var ledamot av riksdagens första kammare 1890–1892, invald i Kristianstads läns valkrets.